# Leucastea sjoestedti
Leucastea sjoestedti es una especie de coleóptero de la familia Megalopodidae.

## Distribución geográfica
Habita en África.